# 麦卡伦国内安全法
国内安全法（英語：Internal Security Act）是美国国会於1950年通过的一項法案，也被称作“颠覆活动控制法案”或“麦卡伦法案”。參眾兩院通過後，时任美国总统杜魯門動用否决权將之否決。
麦卡伦国内安全法被用作控制美国境内与共产主义运动相关的党派、组织或个人，它对相关地组织、个人的权利做了很大限制，在一定程度上违背了宪法。麦卡伦国内安全法分为两部分：颠覆活动控制法案及紧急拘留法案。

## 背景
1950年至1956年间，美国第二次红色恐怖时期，由于对共产党人对国家体制的影响的过分的担忧和苏联间谍渗透活动所产生的恐慌，麦卡锡主义开始盛行。在这样的背景下，1950年美国国会通过的《麦卡伦国内安全法》，被学者艾伦·施雷克称为“麦卡锡时代唯一的重要立法”。事实上，该法案的几个关键部分是从1948年的《蒙特弗格森共产主义注册条例草案》而来，但是该法案未能获得美国国会通过。
法案由参议员帕特·麦卡伦于1950年9月向国会提出。杜鲁门总统于1950年9月22日否决了它，并且向国会送去了否决信息。在其中，杜鲁门总统批评该法案为“自1798年的《外侨和煽动叛乱法》以来对演讲、出版、集会自由最大的危险”，“对人权法案的嘲弄”和“走向极权主义的一大步”。 
但是參眾兩院在覆議中以三分之二多數推翻了他的否决权，该法案得以在国会通过。

## 内容（节选）
此法旨在通过要求共产主义组织进行登记以保护美国免遭某些非美的和颠覆性的活动，以及其他目的。
第2节。根据在参议院及众议院各委员会所列举的证据，国会特此规定：
(1)目前存在着一个世界性的共产主义运动，根据其起源、发展及现行活动，它是一个世界范围的革命运动，其目的在于以背信弃义、欺骗、渗入其他团体(政府的或其他的)、问谍和破坏活动、恐怖主义以及任何被认为是必要的手段，通过一个世界范围的共产主义组织，在世界各国建立共产主义的极权统治。……
(15)美国的共产主义运动是一个由严格而冷酷的纪律所约束、有着很多信徒的组织。它一直在等待和寻求这样一个时机的提前到来，这时美国由于对外冲突、意见分歧、工业或金融困难，以致用暴力推翻美国政府所有成功的可能，同时通过一个广泛的教育和灌输体系到处网罗信徒。在其他国家，共产主义组织的这类准备已经有助于对现存政府的取代。美国的共产主义组织，……对美国安全及美国自由制度的存在展示了一种明显而迫在眉睫的危险，迫使国会有必要为提供共同防御，为维护美国作为一个独立国家的主权，为保证各州政府的共和政体，制定适当的立法，认清上述世界范围阴谋集团的存在，并设法阻止它在美国实现其目标……世界范围阴谋集团的存在，并设法阻止它在美国实现其目标……
第4节，(a)任何入蓄意与他人联合，密谋或同意进行实质上有助于在美国建立一种极权主义统治的活动，这种活动的领导和管理是由任何外国政府、外国组织或外国个人所受权，所操纵，或所控制的，均属非法。……
第7节，(a)每一个共产主义行动组织(包括根据委员会最后决定，要求作为共产主义行动组织进行登记的任何组织)均应在本节第(c)小节专门规定的时间内，作为共产主义行动组织在司法部长规定的表格上向他登记。
(b)每一个共产主义阵线的组织……应作为共产主义阵线组织在司法部长规定的表格上向他登记……
第12节，(a)为此将建立一个五名委员组成的委员会，定名为“颠覆活动管制委员会”，经参议院建议并同意，由总统任命。
第22节。对1918年10月16日的法案……修正如下：“属于下列各类任何一种的成员的任何外国人将不准进入美国：
(1)那些完全、主要或附带是为从事有损于公共利益或危害美国幸福与安全之活动而设法进入美国的外国人；
(2)那些在任何时候可能成为或已经成为下列任一种类的外国人：
(A)信奉无政府主义的外国人；
{B)那些提倡或教唆要反对一切有组织政府的外国人，或此类组织之成员或有关人员；
(C)身为下列组织成员或与之有关的外国人：(i)美国共产党；(ii)美国的任何其他极权主义政党；(iii)共产主义政治协会；(iv)美国任何一州的，或任何外国的，或任何外国政治或地理分支的共产主义的或其他极权主义性质的政党；(v)任何上述协会或政党的任一部门、附属机构、分部、分会或分支；(vi)任一上述协会或政党的直接前身或后继者，不论该团体或组织现在或今后可能采用什么名称；
(D)那些未包括在上述第(2)段其他各分段的外国人，如其鼓吹世界共产主义的经济、国际和政治主张，或任何形式的极权主义的经济和政治主张，或本人是鼓吹世界共产主义的经济、国际和政治主张或任何其他形式之极权主义的经济和政治主张的任何组织的成员或有关人员……
第102节(a)如果发生下列情况：(1)对美国领土或其领地的入侵；(2)国会宣战，或(3)美国内部在外敌援助下发生暴动；如遇上述一种或多种情况发生，总统断定，为保存、保护和捍卫宪法，为美国领土与人民的共同防御和安全，有必要根据本节宣布紧急状态时，可授权总统公开声明存在“国内安全紧急状态”。
(b)既经宣布的“国内安全紧急状态”(下称“紧急状态”)将持续存在直至由总统或国会共同决议宣布终止。……
第103节(a)一旦宣布了上述紧急状态的存在，总统即被授权通过司法部长，遵照本法各条，逮捕或下令拘留那些有理由被认为是有可能从事或有可能与他人密谋从事间谍或破坏活动的人。

## 细节
麦卡伦国内安全法是杜鲁门时期忠诚调查计划的一个部分。在这个计划当中，非美活动调查委员会起到了核心作用。在其推动下，多项法令被实施。 
忠诚调查计划的具体执行方式包括颠覆活动控制与紧急拘留。前者指的是共产主义组织被视为颠覆活动从而非法。包括美国共产党在内的多个组织被取缔。后者指的是警察可以不经法律程序逮捕共产主义分子。 
好莱坞十人案被认为能够反映当时的社会现状。十名好莱坞从业者被指控为共产主义分子而拒绝回答，他们因此被判刑。
艾博森诉颠覆活动管控理事会案（Albertson v. Subversive Activities Control Board）和美国诉罗贝尔案（United States v Robel）被认为是说明麦卡伦国内安全法违宪的标志。在前者中，美国最高法院宣布颠覆活动管控理事会迫使他人自证其罪的行为违反了美国宪法第五修正案；在后者中，美国最高法院宣布麦卡伦国内安全法违反了美国宪法第一修正案，即言论自由的权利。

## 评论[13]
1. 麦卡锡和麦卡伦有着共同点。他们都是1950年美国糟糕政治环境制造者，也是受影响者。他们都知道怎样为了他们的政治目的而塑造政治环境。麦卡锡主义本来能够被阻止，但塔夫脱、胡佛、艾森豪威尔中没有人阻止麦卡锡，并且他们都有理由保持支持或冷漠的态度。[14]
2. 1951年麦卡伦法案通过后，美国国务院开始收回和没收那些持不同意见和已经出国的人的护照。学术界没有与麦卡锡主义作战，而是为他做了贡献。在与麦卡锡主义的斗争中，学术界的表现就像美国其他的主要部门。这样的发现是令人遗憾的，因为传统上国家的大学被寄予这更高的希望。[15]
3. 麦卡锡主义者分散了当代人和历史学家的注意力，并让他们忽视了1940年和1950年时的反共运动更加重要的一面。[16]
4. 没有麦卡伦议员和相关立法，麦卡锡主义不可能这么盛行。麦卡锡和麦卡伦都谈了好多年这样的危机，并在一堆法律条文中隐藏了自己的恐惧和成见。[17]
5. 除了麦卡锡时代的政治，麦卡锡时代的立法行动和随后的司法更加重视公民自由。麦卡伦法案尤其提升了对言论、结社和集会自由。[18][19]

## 影响与违宪
《麦卡伦国内安全法》严重地影响了美国地政策制定方式，并且苛刻地限制了公民的权利。这些权利包括：集会权、演讲权、出版权、自由选择党派权。对于这些权利的限制是违背《宪法第一修正案》的。美国时任总统杜鲁门称该法案“是自1798年《客籍法和镇压叛乱法》之后对公民的演讲、出版以及集会自由的权利最大威胁”，“是对宪法的违背”以及“是走向极权主义的开始”。另外，在《行动中的宪法》(American Rights - The Constitution in Action)一书中，华特·盖尔霍恩教授（Professor Walter Gellhorn）评论麦卡伦国内安全法“限制了公民的机会自由权”以及“限制了公民的自由选择党派的权利”。此外，《麦卡伦国内安全法》也违背了《宪法第五修正案》中关于公民不能被要求自证其罪的条款。
在该法案中，与共产主义组织相关的人员被要求主动向联邦提交个人信息进行登记。而与此同时，登记为与共产主义相关这个事件是可以作为有关人员参与共产主义活动的证据的。也即公民提供给联邦的信息可以被用作证明自身有罪的用途。
《麦卡伦国内安全法》颁布后，国会对其进行了许多次的修改，每次增加的条款都对移民、共产主义等敏感问题进行了更加苛刻的限制。1952年的《移民与国籍法案》、1954年的《共产主义控制法案》均由《麦卡伦国内安全法》修改或演化而生。
自1956年起，《麦卡伦国内安全法》被美国最高法院数次以违宪为理由质疑，并最终被最高法院取消。
《麦卡伦国内安全法》深刻地影响了当时美国国会制定国内政策地方式与思路，并且对共产主义、移民、忠诚、叛乱、颠覆性行为等一些列敏感问题有着尤其深远的影响；《麦卡伦国内安全法》限制了公民的集会权、演讲权、出版权、自由选择党派权，并且威胁了公民的米兰达权利，违背了《宪法第一修正案》以及《宪法第五修正案》。

## 外部連結
- The Full Text of the McCarran Internal Security Act （页面存档备份，存于）
- Department of Defense Instruction （页面存档备份，存于）, December 2005 (from Defense Technical Information Center)